# Duomo di Gualdo Tadino

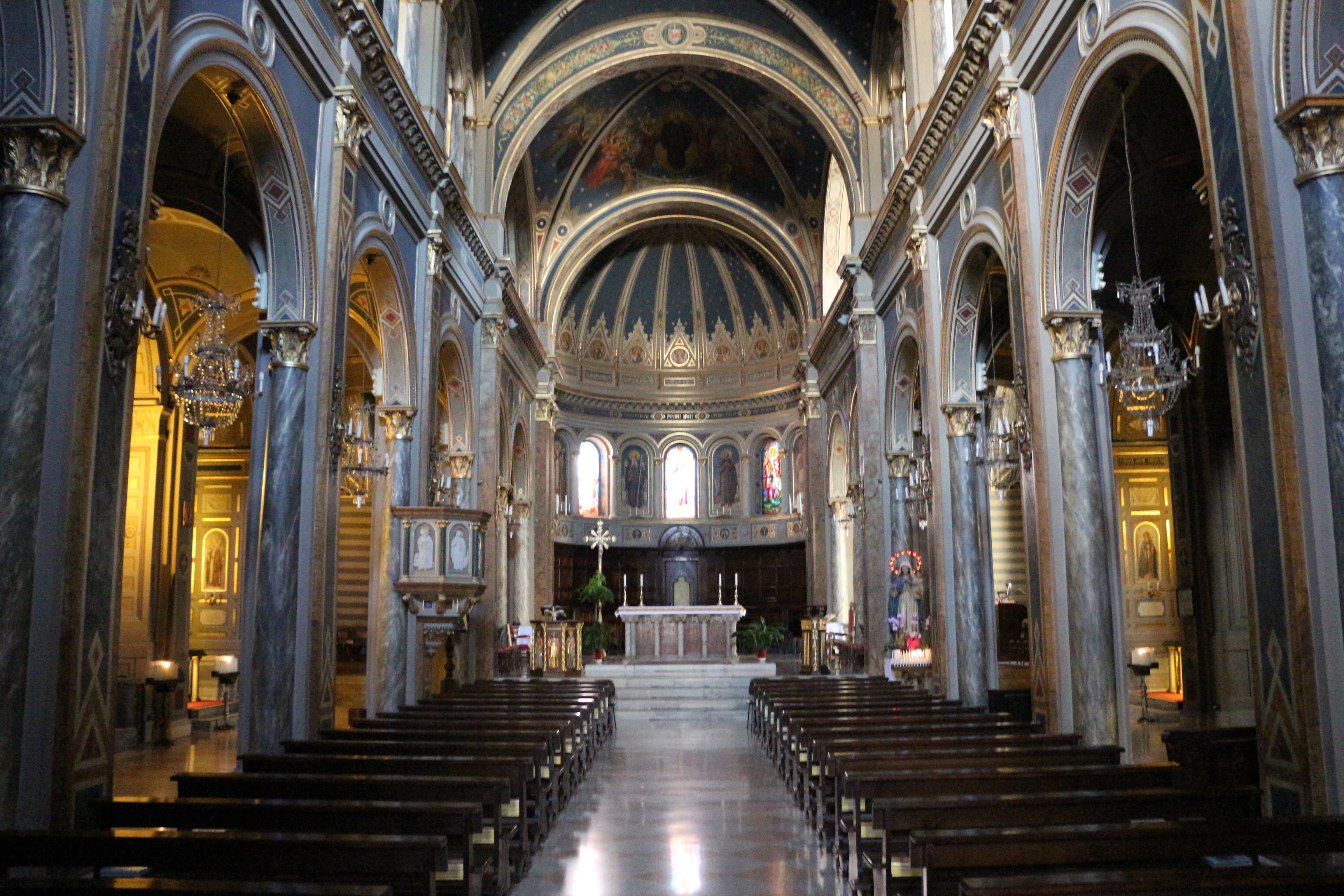
Interno

La concattedrale di San Benedetto è il principale luogo di culto cattolico di Gualdo Tadino, e concattedrale della diocesi di Assisi-Nocera Umbra-Gualdo Tadino. Nel gennaio 1980 papa Giovanni Paolo II l'ha elevata alla dignità di basilica minore.

## Storia
L'attuale duomo di Gualdo Tadino è chiamato anche "San Benedetto nuovo" per distinguerlo da un'altra costruzione, "San Benedetto vecchio", edificato dai benedettini fin dal 1006 fuori dalle mura cittadine. A causa dell'insicurezza del luogo, i monaci trasferirono il monastero all'interno della città nel 1256, come si legge su una lapide murata esternamente sul lato sinistro dell'edificio: A.D. MCCLVI TPE G ABBATIS H CENOBIU E TRASLATU IN GUALDO. La nuova abbazia e l'annessa chiesa furono costruite in stile romanico e gotico, ma subirono ulteriori rifacimenti nel corso dei secoli successivi, soprattutto nel XVIII e XIX secolo: l'interno è stato rifatto completamente nell'Ottocento dall'architetto Virginio Vespignani e la maggior parte della decorazione pittorica risale al 1924 ed è opera di Ulisse Ribustini. Determinanti per il rifacimento della Basilica furono le ingenti elargizioni del benefattore Monsignor Roberto Calai. Nel 1915 è diventata cattedrale.
Alla morte di Virginio Vespignani, i lavori furono continuati dal figlio Francesco e dall'architetto Costantino Sneider, suo coadiutore, come ricorda una lapide all'ingresso del campanile.

## Descrizione
La facciata della cattedrale è divisa in due da una cornice: sotto si aprono tre portali (quello centrale con colonnine a spirale e capitelli) e sopra, tra due oculi, è inserito un rosone romanico, vanto artistico della città. Questi elementi architettonici sono tutto ciò che resta dell'antico edificio romanico. Il campanile è opera recente (1914), in quanto il precedente fu demolito perché pericolante a causa di un terremoto della fine del Settecento. Sul lato destro della cattedrale è una fontana rinascimentale attribuita a Antonio da Sangallo il Vecchio.
L'interno della chiesa è a tre navate, con logge sopra le navate laterali, volta a crociera e abside semicircolare, al disotto della quale è la cripta (XIX secolo). Di notevole valore artistico è l'altare maggiore, ricostruito in sede nel 1965 con elementi del XIV secolo: in esso spiccano i bassorilievi raffiguranti episodi della vita di san Benedetto. Una delle cappelle laterali è dedicata al santo patrono della città, l'eremita beato Angelo, i cui resti riposano in un'urna di bronzo e argento.